# De facto
de facto（拉丁語：de facto，發音：[deː ˈfaktoː]，/deɪ ˈfæktoʊ, di -/day FAK-toh, dee -⁠），中文譯作事实上或实质上，是源於拉丁語的法學詞彙，指某規範在事實上存在，但或許未被法律等官方規範所承認。相對地，de jure（“by law”（法律上））指因循法律而存在的規範。

## 法理學
在法理学中，该词主要意味着“已被实践，但不一定受法律定义”或“它被实践或它合规，但未正式确立”。基本上，这个说法与“de jure”概念（指“按法律规定”）相对应，特别是法律、管理或技术（如标准）的创立、发展或应用“不受”或“违反”指引，但符合“实践”的情况下。当讨论法律情形时，“de jure”意味着“法律上明确规定”，而“de facto”则意味着行动或实践。类似的表达还有：“本质上（essentially）”，“非正式的（unofficial）”，“实际上（in fact; actually）”。就判决而言，“事实上的终身监禁”这个术语指的是一种不是终身监禁但在被告可能去世的年龄结束的判决。

## 技術標準
De facto standard是通过传统、执行力或市场占有率等手段获得主导地位的标准（或正式或非正式）。它未必通过标准化过程获得正式批准，可能没有官方标准文件。
技术标准通常是推荐性的的，例如ISO 9000的要求，但也可能是强制性的，由政府规范强制执行，例如饮用水质量要求。术语“事实标准”有两种用法：对应强制性标准（obligatory standards，也称为“de jure standards（法定标准）”）；或者在存在多个建议标准时表达占主导地位的标准。
在社会科学中，一个既是自愿标准又是事实标准的标准，是解决协调博弈的典型解决方案。

## 政府和文化

事实上的世界地图（2019年），与联合国公认的法律上的国家和政府不完全相同

- 在唐納德·川普於2025年3月1日發布行政命令將英語定為美國官方語言[6]之前，美国 50 个州中的 32 个州[7]以及全部 5 个美国领地都已将英语确立为官方语言（或唯一官方语言）。美國聯邦政府虽未在法律上规定官方语言，但由于绝大多数国民使用英语，且美国宪法等重要法律均以英语书写，英语因而成为事实上的官方语言。
- 日本未有法定首都，但因日本中央政府的所在地位於東京都，而被認為東京爲首都。

## 经济
中华人民共和国在财政上常被认为是一个事实上的联邦制国家。

## 國籍
雖然中華民國憲法與中華民國法律法定中國大陸為中華民國固有之疆域，故中國大陸人民也是中華民國國民，但實際生活上，部分方面與外國人相同，例如不能參與投票、選舉和不得報考公職人員。
雖然中華人民共和國憲法和中華人民共和國法律規定台灣人也是中華人民共和國公民，但是事實上中華人民共和國政府和中華人民共和國駐外機構都無法核發護照給台灣人。